# Саныяхтах
Саныяхтах — село в Олёкминском районе Республики Саха (Якутия). Административный центр Саныяхтахского наслега

## История
Село началось с 1742 года как станция на почтово-пассажирском тракте, которую проложил Захар Баишев. Среди 28 станций от Витима до Якутска значилась Саныяхтахская. В Саныяхтахе первыми жилищами стали якутские юрты, первыми жильцами — якуты.
В 1768 году первым 23 станциям от Витима дали названия, в том числе Саныяхтаху. Станция Саныяхтах получила свое название от речки «Саныяхтах», от якутского слова «Сагынньах» — в переводе тулуп.
В первое время ямщицкую повинность несло якутское население. с 1770 года якутов освободили от подводной (ямщицкой) работы. В 1772 г. царское правительство организовало постоянное почтово-пассажирское движение по Лене, число станций увеличилось до 35, расстояние между станциями сократилось до 20-25 км.
Между Малыканом и Саныяхтахом появилась станция «Еловская» (1850), между Саныяхтахом и Мархой — «Мархачанская» (1831).
Саныяхтах входила в Якутский округ.
Все русские почтовые ямщики Якутского и Олёкминского округов, поселенные на берега Лены 1772—1773 были прикреплены к конкретным станциям. Они, как сосланные «за неповиновение», не имели права на свободное передвижение и перемену места жительства даже в пределах соседних станций тракта.
В 1931 года в селе Саныяхтах основан колхоз «14 годовщина Октября».
Для обеспечения золотых приисков Алдана продуктами питания из Якутии нужна была дорога. Этот вопрос быстро решил талантливый организатор Якутии Алексей Алексеевич Семенов, друг М. Горького с 1912 г. (родился в Бурятии 12 марта 1882 г.). После освобождения от обязанностей Наркомфина ЯACCP, Семенов организовал Саныяхтахскую перевалочную базу, которая впоследствии выросла в республиканскую транспортную контору «Якутзолототранс», параллельно строил зимнюю дорогу Саныяхтах — Незаметный, затем Исить — Незаметный. Саныяхтах в разгар золотодобычи на Алдане стал перевалочной базой для отправки продуктов питания из Якутии. Из с. Саныяхтах была проложена зимняя дорога до п. Незаметный. Здесь подходило до 200 обозов в день. А. А. Семенов писал М. Горькому 5 октября 1925 года «… В 1924 г. опять поступил на службу, опять с моими сподвижниками, поселившись на правом безлюдном берегу Лены против станции Саныяхтах, откуда начали перебрасывать на лошадях, оленях, быках и верблюдах грузы на вновь открытые Алданские золотые прииски. Работа выполнена успешно…». Великий пролетарский писатель, живя в Италии на острове Капри знал о маленькой, почтовой станции Саныяхтах
Саныяхтахцы сражались на фронтах Великой Отечественной войны. Суханов Артемий Николаевич — один из первых комсомольцев села, командир стрелковой роты 941-го стрелкового полка 265-й стрелковой дивизии был убит в бою. Суханов Алексей Васильевич, полковник авиации, награждён орденом Ленина, двумя орденами Боевого Красного Знамени, медалями «За боевые заслуги», «За освобождение Варшавы», «За взятие Берлина». Суханов Михаил Тимофеевич, лейтенант, воевал против японских милитаристов. Евстифеев Валентин Иванович, Кондратьев Петр Алексеевич, Копылов Анатолий Дмитриевич, Суханов Геннадий Ефимович, Федоров Артемий Егорович участвовали в войне с Японией, награждены орденами Отечественной войны II степени, медалями «За победу над Японией», Коротких Алексей Николаевич, Петров Степан Гаврилович, Суханов Илья Матвеевич награждены орденом Отечественной войны II степени, Евстифеев Алексей Николаевич, Суханов Валериан Петрович награждены орденом Отечественной войны II степени, медалью «За доблестный труд».
В 1979 году Саныяхтах стал центром вновь созданного совхоза «Саныяхтахский» с пятью отделениями, задачей которого стало обеспечения картофелем население городов Мирный и Якутск.

## География
Село находится на левом берегу реки Лена, в 235 км к востоку от центра улуса города Олёкминск.
Уличная сеть
- Гагарина улица,
- Ленина улица,
- Лесная улица,
- Молодёжная улица,
- Набережная улица,
- Полевая улица

## Население
| 2002 | 2010 | 2021 |
| ---- | ---- | ---- |
| 699  | ↘683 | ↘438 |

## Инфраструктура
образование
Имеется средняя школа.
Первой школой в селе была церковноприходская школа грамоты, открывшаяся 1 февраля 1897 г. и действовавшая при Саныяхтахской Николаевской церкви Олекминского округа. Школа 15 сентября 1904 г. постановлением инспектора народных училищ Огородникова преобразована в начальное училище.
сельское хозяйство
Основные производства — молочное скотоводство, свиноводство, картофелеводство.
культура
Дом культуры
административная деятельность
В подчинении наслежной администрации находятся селения Алексеевка (расположено на расстоянии 30 км), Малыкан (42 км) и Марха (51 км).